# Les Bordes d'Arfa
Les Bordes d'Arfa és un nucli del municipi de la Ribera d'Urgellet, a l'Alt Urgell. Les Bordes d'Arfa és un dels molts llogarets i nuclis de la Ribera d'Urgellet, municipi que compren molts pobles petits i despoblats. Les Bordes d'Arfa deuen el seu nom a la vila d'Arfa, situada a la dreta del riu Segre. Actualment té 35 habitants i es troba a l'esquerra del Segre, en el camí d'Arfa a la carretera de la Seu d'Urgell, en un lloc força pla. S'hi pot trobar un parell de restaurants i limita amb el polígon industrial d'Arfa i Montferrer.